# NGC 3385
NGC 3385 је лентикуларна галаксија у сазвежђу Секстант која се налази на NGC листи објеката дубоког неба.
Деклинација објекта је + 4° 55' 42" а ректасцензија 10h 48m 11,6s. Привидна величина (магнитуда) објекта NGC 3385 износи 12,4 а фотографска магнитуда 13,4. NGC 3385 је још познат и под ознакама UGC 5908, MCG 1-28-9, CGCG 38-15, NPM1G +05.0270, PGC 32285.